# Sala Rock-Ola
La Sala Rock-Ola fue una sala de conciertos española situada en el número 5 de la calle Padre Xifré (frente al edificio Torres Blancas), en el barrio de Prosperidad de Madrid, que funcionó entre 1981 y 1984, y fue dirigida por el empresario Lorenzo Rodríguez Gómez. Popularmente conocido como el Rock-Ola, constituyó uno de los centros neurálgicos de la movida madrileña. Entre sus muros actuaron en directo la práctica totalidad de los grupos de ese movimiento cultural, entre ellos Aviador Dro, Alaska y Dinarama, Nacha Pop, Radio Futura, Las Chinas, Ejecutivos Agresivos, Gabinete Caligari, Parálisis Permanente, Derribos Arias, Décima Víctima, Los Elegantes, Los Coyotes, Malevaje, Glutamato Ye-Yé o los Hombres G, así como de otras ciudades (Siniestro Total, Danza Invisible, Loquillo y los Trogloditas…). Pero fueron especialmente destacables los conciertos de los principales artistas internacionales de la época, como Spandau Ballet, Culture Club,  Simple Minds, Depeche Mode, Echo and the Bunnymen, Siouxsie and the Banshees, Nick Cave, Iggy Pop, The Stranglers o New Order. Fue además una discoteca con concepto de club que abría a diario y atraía a un contingente de público fiel.

## Orígenes y primeros años (1979-85)

### El Jardín (1979-82)
El Jardín era en junio de 1979 una pequeña sala de fiestas que había tenido un pasado exitoso como Le Carrousel y que languidecía como sala rociera. Los propietarios, entre los que estaba Jorge González Bellier, encargaron la gestión del local a Pepe Ugena, Juan Ruiz "El Gitano" y Paco Martín. Ese verano El Jardín se convirtió en una de las primeras salas que acogieron actuaciones de grupos de la Nueva Ola (lo que bastante después se llamaría la Movida madrileña), que empezaban a ser conocidos a través de los programas de radio de Onda 2, dirigidos por Rafael Abitbol, Gonzalo Garrido, o Mario Armero; del de Julio Ruiz desde Radio Popular FM; y más tarde de Radio 3, con Juan de Pablos o Jesús Ordovás. Tras ese verano se encargaron de la gestión Paco Martín, un joven de origen andaluz entusiasta de la música, y Lorenzo Rodríguez. Ambos intensificaron esa línea y convirtieron a El Jardín en el centro de la Nueva Ola. En El Jardín dieron sus primeros conciertos grupos como Tos (que luego serían Los Secretos), Mamá, Mermelada, Los Nikis, Los Elegantes o Parálisis Permanente.

### Marquee (1980-83)
Con la popularización de los grupos de la Nueva Ola, El Jardín se iba quedando pequeño. Jorge González Bellier también tenía otra sala de fiestas llamada Top Less (anteriormente llamada Picadilly), donde durante años y hasta hacía poco actuaban Tip y Coll, situada junto a la Avenida de América. En el verano de 1980 decide encargar su gestión a Paco Martín y Lorenzo Rodríguez, y en septiembre se reinaugura como sala de conciertos Marquee, con la actuación de Secretos, Nacha Pop y Mamá. La dirección de la sala se completaba inicialmente con Pepo Perandones y Floren Moreno como DJ's, y Mario Armero como aval de las contrataciones internacionales. Gustavo Sánchez, un joven diseñador gráfico cuyos trabajos decoraban las paredes del Pentagrama, diseñó el logotipo del Marquee (más tarde también el del Rock-ola) e inició una línea gráfica, de clara influencia británica, que marcó la vida de la sala y de la época que representó.
Desde el primer momento el joven equipo profesional del Marquee estableció una línea clara, basada en traer a la sala a los nuevos grupos punteros de la bulliciosa escena madrileña y española, pero especialmente de la internacional, todo ello en consonancia y simbiosis con lo que se escuchaba en las mencionadas emisoras de radio. Además el Marquee, como luego el Rock-Ola, se caracterizó por su vocación de club y por su innovador estilo para promocionarse entre su contingente de fieles socios, a través de envíos postales y de su inconfundible línea gráfica en carteles, octavillas promocionales y entradas.

### Rock-Ola (1981-85)
De nuevo la sala se quedó pequeña en pocos meses. Paco Martín se reincorporó a la industria discográfica. El bingo contiguo al Marquee, también propiedad de Jorge González y de un tamaño mucho mayor, estaba disponible, de modo que se decidió habilitarlo como sala de conciertos, dando continuidad al proyecto con Lorenzo Rodríguez y su equipo al frente de ambas salas. Así, el 31 de marzo de 1981 tuvo lugar la apertura de la Sala Rock-Ola (cuyo nombre ideó y propuso Mario Armero, mientras que el logotipo sería materializado por Gustavo Sánchez) con la fiesta de presentación de la serie revivalista "Música para jóvenes carrozas" del sello RCA. El Marquee siguió funcionando con distintas líneas (más tarde se unirían ambas). Al equipo se sumó meses después, entre otros, Magín Perandones, que venía de El Jardín, como jefe de la cabina de DJ. Tras Gustavo Sánchez tomaría el testigo del diseño gráfico de cartelería y octavillas Pepo Perandones quien también con ayuda de Ángel Mata llevarían la creatividad de la mayor parte de la vida de la sala, y a la salida de ambos a mediados de 1984 sería Jesús Granados "Chacón" el principal artífice de la creatividad gráfica. 
Los primeros conciertos fueron del grupo punk británico U.K. Subs, los días 3 y 4 de abril. Una semana después Rubi y los Casinos inauguraban la lista de grupos españoles. Durante los tres años siguientes el equipo de dirección de la sala desarrolló una actividad frenética, ofreciendo varios conciertos semanales en los que, además, se daba entrada a grupos principiantes. Por ello no puede haber mejor descripción de este periodo que la larga relación de los conciertos que allí tuvieron lugar.
En esa época se trataba de una de las salas de conciertos más grandes de Madrid, prácticamente la única que podía acoger a las principales bandas emergentes en el panorama internacional. En ocasiones estas preferían tocar dos días consecutivos en el Rock-Ola, con su escenario bajo y su público muy próximo, antes que ir a pabellones deportivos.

## Centro cultural y social de la Movida
El Rock-Ola no fue solo una sala de conciertos, sino que en unos meses se convirtió en una popular discoteca, un gran bar de copas que abría a diario. Aunque había otras salas que se abrieron antes o después, y que también ofrecían conciertos nacionales e internacionales, el Rock-Ola se estableció como el centro social y cultural de la Movida, el lugar donde había que estar para ver y ser visto y para bailar con las últimas novedades traídas de Londres. 
En consonancia con el espíritu de la época, tras sus puertas convivían y se mezclaban jóvenes de diferentes clases sociales y de diferentes colectivos: punks, mods, nuevos románticos, hippies… y modernos en general que hacían gala del eclecticismo estético propio de la Movida. A la vez, desde el principio se hizo común ver en alguna de sus barras a las más notorias personalidades de este movimiento cultural: cineastas como Pedro Almodóvar,  fotógrafos como Ouka Lele o Alberto García-Alix, pintores como El Hortelano o Pablo Pérez-Mínguez, actrices como Bibi Andersen o periodistas como los citados arriba y, por supuesto, las grandes figuras de la nutrida escena musical local. 
Además de los conciertos, en Rock-Ola se celebraron todo tipo de eventos relacionados con la música y con las otras artes: exposiciones fotográficas y pictóricas, desfiles de moda, proyecciones de películas, representaciones teatrales, fiestas homenaje u organizadas por compañías discográficas o revistas...

## La decadencia y el cierre (1984-85)
A principios de 1983 el Marquee había sido absorbido por el Rock-Ola (como Rock-Ola 2), aunque más tarde se recuperaría temporalmente la marca Le Carrousel para eventos menores en esos bajos. A finales de ese año tuvo lugar el incendio de la discoteca Alcalá 20, y 1984 se inauguró con una psicosis por la seguridad que de inmediato empezó a dar problemas a salas como Rock-Ola.
Paralelamente, en 1984 la ya llamada Movida iba decayendo de manera imparable. Lo que antes fue fresco, espontáneo y falto de pretensión se empezaba a convertir en algo estereotipado y rebuscado. La mayoría de los grupos más innovadores de la escena musical madrileña habían desaparecido o se reciclaban, y surgían otros que se alejaban del espíritu de la Movida y apostaban por un estilo de rock más tradicional. En el ámbito internacional ocurría algo similar, pero además los grandes grupos de la escena británica de años atrás eran ya demasiado grandes para salas del aforo de Rock-Ola.
En estas circunstancias, a partir del mes de marzo Lorenzo Rodríguez y los hermanos Perandones van dejando la sala de manera escalonada para iniciar un nuevo proyecto, y con ellos en cierto modo se va el espíritu que había hecho grande el concepto Rock-Ola. La dirección de la sala pasa entonces a manos del hijo del propietario, Jorge González Jr., con Joe Borsani como director artístico y programador, y con Pedro Barranco como responsable de la cabina del DJ. Ese último año se multiplicó la presencia de grupos españoles noveles, pero el nivel general de los conciertos ofrecidos se resintió, y con el desencanto del cambio de época el público de la sala se redujo. Se intentó levantar el Rock-Ola con grandes grupos internacionales, como The Psychedelic Furs (tres noches consecutivas en junio), o New Order, pero ya nunca volvería a ser lo mismo.
En noviembre de 1984 un incendio en los bajos del Rock-Ola (el ya cerrado Le Carrousel) destruyó el mobiliario, los equipos y archivos que ahí se guardaban. Esto complicó los problemas de la sala con las autoridades municipales por el cumplimiento de la normativa de seguridad, y el 20 de febrero se notificó su cierre administrativo, que quedó en suspenso.
La sala Rock-Ola nunca fue un lugar especialmente conflictivo, pero ya en la última época los problemas en sus alrededores se hicieron más frecuentes. El 10 de marzo de 1985, a la una y media de la madrugada, un grupo de mods sale a la puerta, donde se produce una reyerta con otro grupo de rockers. En el incidente muere Demetrio Jesús Lefler. La noticia salta a todas las portadas y sentencia de muerte al Rock-Ola. Días después se ordena su cierre definitivo.

## Equipo de Dirección 1981-85
(por orden de llegada)
- Lorenzo Rodríguez Gómez, director (mar81-mar84)
- Pepo Perandones, subdirector, diseño gráfico y DJ (mar81-may84)
- Mario Armero, contratación internacional (mar81-dic83)
- José Peral, jefe de puerta (mar81-mar85)
- Mary Margaret Horton, relaciones públicas con agencias y grupos extranjeros (mar81-sep84)
- Ramón García del Pomar, responsable de eventos especiales (sep81-abr83)
- Enrique Calabia, jefe de mantenimiento (sep81-mar85)
- Carlos Juan Casado, relaciones públicas (oct81-nov83) y responsable de eventos especiales (abr83-nov83)
- Magín Perandones, jefe de cabina de DJ (nov81-sep84)
- Angel Mata, cartelería e imprenta (nov81-may84)
- Pilar Hernanz, DJ (ene83-mar85)
- Pedro Barranco, DJ (mar84-sep84), jefe de cabina de DJ (sep84-mar85)
- Jesús Granados, cartelería e imprenta (mar84-mar85)
- José Manuel Aldarondo, técnico de sonido (may84-mar85)
- Jesús Caballero Calvillo, Restaurador y decorador de escenario, encargado de barra.

## Espectáculos

### Conciertos
Los datos hasta el 15 de marzo de 1984 provienen del registro oficial conservado por Lorenzo Rodríguez, director de la sala, respaldado en la mayoría de los casos por otra evidencia documental de particulares (entradas, carteles, etc.), y se pueden considerar completos. Los datos posteriores a esa fecha están en proceso de actualización.

#### 1981
| Fecha      | Grupo |
| ---------- | --- |
| 03-04-1981 | U.K. Subs |
| 04-04-1981 | U.K. Subs |
| 11-04-1981 | Rubi y los Casinos |
| 22-04-1981 | Los Sírex |
| 23-04-1981 | Los Sírex |
| 25-04-1981 | PVP + Carolina |
| 26-04-1981 | PVP + Carolina |
| 27-04-1981 | F. Disco Grande - Alaska y los P.+R. y los Casinos+PVP+Fahrenheit 451+Flash Strato+Secretos+Modelos+La Curroplastic+Chetex+G. y los Bumerang+Carolina |
| 01-05-1981 | Flash Strato + Nacha Pop |
| 02-05-1981 | Flash Strato + Nacha Pop |
| 04-05-1981 | Medianoche (Cadena SER) - Richard Clayderman |
| 07-05-1981 | Las Chinas |
| 28-05-1981 | Ramoncín |
| 29-05-1981 | Ramoncín |
| 30-05-1981 | Los Nikis + Merlín |
| 06-06-1981 | Loquillo + Los Coyotes |
| 10-06-1981 | Décima Víctima + Detectives |
| 11-06-1981 | Décima Víctima + Detectives |
| 12-06-1981 | Parálisis Permanente + Pistones |
| 13-06-1981 | Tótem + Teclados Fritos |
| 16-06-1981 | Esplendor Geométrico |
| 17-06-1981 | Tebeo |
| 18-06-1981 | Tebeo |
| 19-06-1981 | Mermelada |
| 20-06-1981 | Sergio Makaroff |
| 23-06-1981 | Iggy Pop (dos sesiones) |
| 24-06-1981 | Palmera |
| 25-06-1981 | Alaska y los Pegamoides + Metal & CA |
| 26-06-1981 | Alaska y los Pegamoides + Metal & CA |
| 27-06-1981 | UA |
| 28-06-1981 | Zoquillos + Las Brujas |
| 01-07-1981 | Merlín |
| 02-07-1981 | Mamá + Raquel |
| 03-07-1981 | Mamá + Raquel |
| 06-07-1981 | Daque |
| 07-07-1981 | Línea Vienesa |
| 09-07-1981 | Flash Strato |
| 10-07-1981 | Micky y los Tonys |
| 11-07-1981 | Radio Futura |
| 12-07-1981 | Spandau Ballet |
| 14-07-1981 | Clavel y Jazmín |
| 16-07-1981 | Dos x 2 |
| 17-07-1981 | Rubi y los Casinos + Dedos Torcidos |
| 18-07-1981 | Rubi y los Casinos + Dedos Torcidos |
| 21-07-1981 | Oviformia Sci |
| 22-07-1981 | Esclarecidos |
| 23-07-1981 | Gabinete Caligari |
| 24-07-1981 | Juan Carlos Senante |
| 28-07-1981 | Lavva |
| 29-07-1981 | Glutamato Ye-Yé |
| 30-07-1981 | Fiesta Fin de Curso - Glutamato Ye-Yé + Gabinete Caligari + Parálisis Permanente + Control + Lavva                                                    |
| 04-09-1981 | Fiesta Vuelta al Asfalto - ... |
| 05-09-1981 | Los Modelos |
| 10-09-1981 | Flash y los Flush |
| 11-09-1981 | Zoquillos + Escaparates |
| 12-09-1981 | EKO + Cocodrilo |
| 18-09-1981 | Línea Vienesa |
| 19-09-1981 | Sidecar |
| 24-09-1981 | Mantero y Rodríguez S.L. |
| 26-09-1981 | Glutamato Ye-Yé + Sindicato Malone |
| 30-09-1981 | Fiesta "Primera Línea" - ... |
| 02-10-1981 | Kevin Ayers |
| 03-10-1981 | Kevin Ayers |
| 07-10-1981 | Alphaville |
| 08-10-1981 | Kantares |
| 09-10-1981 | Antifaces + Los Rápidos |
| 10-10-1981 | Antifaces + Los Rápidos |
| 11-10-1981 | Fiesta Mod - Los Enemigos con proyección videos de The Jam y regalo de discos                                                                         |
| 14-10-1981 | Eddie y Los Flipper |
| 15-10-1981 | Muestra nuevos grupos - Confiscadores de Polos (Derribos Arias) + ...                                                                                 |
| 16-10-1981 | Parálisis Permanente |
| 17-10-1981 | Flash Strato + Control |
| 19-10-1981 | "R" de Rock-Ola a Jorge de Antón - Trementina |
| 22-10-1981 | Sector Crisis |
| 23-10-1981 | Moris |
| 24-10-1981 | Geny y los Bumerang |
| 28-10-1981 | Rose Tattoo |
| 29-10-1981 | Rose Tattoo |
| 30-10-1981 | Los Rebeldes |
| 31-10-1981 | Décima Víctima |
| 01-11-1981 | Classix Nouveaux |
| 02-11-1981 | Classix Nouveaux |
| 03-11-1981 | Classix Nouveaux |
| 06-11-1981 | U.K. Subs |
| 07-11-1981 | U.K. Subs |
| 08-11-1981 | PVP (dos sesiones) |
| 13-11-1981 | Barracudas + The Talk (dos sesiones) |
| 14-11-1981 | David Lindley & El Rayo X (dos sesiones) |
| 15-11-1981 | Barracudas + The Talk |
| 16-11-1981 | Barracudas + The Talk |
| 19-11-1981 | Tren |
| 20-11-1981 | Unidad Móvil |
| 21-11-1981 | The Durutti Column |
| 22-11-1981 | Los Cardiacos |
| 25-11-1981 | Daque |
| 26-11-1981 | The Sound |
| 27-11-1981 | The Sound |
| 28-11-1981 | Trementina |
| 29-11-1981 | Trementina |
| 30-11-1981 | Homenaje a Carlos Tena - ... |
| 01-12-1981 | Spasmo |
| 03-12-1981 | Los Amantes de Teruel |
| 04-12-1981 | Cadillac |
| 05-12-1981 | Cadillac |
| 06-12-1981 | YHVH + Raimundo UA |
| 07-12-1981 | Johnny Comomollo y Sus Gangsters del Ritmo |
| 08-12-1981 | Los Auténticos |
| 09-12-1981 | Riff |
| 10-12-1981 | Kantares |
| 11-12-1981 | Shake Shake |
| 12-12-1981 | Shake Shake |
| 13-12-1981 | Stits |
| 14-12-1981 | F.B.I. |
| 15-12-1981 | F.B.I. |
| 16-12-1981 | Metal & CA |
| 17-12-1981 | The A Band |
| 18-12-1981 | B-Movie |
| 19-12-1981 | B-Movie |
| 20-12-1981 | Simple Minds |
| 21-12-1981 | Simple Minds |
| 22-12-1981 | Gabinete Caligari + I Jazzens Skugga |
| 26-12-1981 | Rubi y los Casinos |
| 29-12-1981 | Stits |
| 30-12-1981 | Flash Strato |
| 31-12-1981 | Fiesta de Nochevieja - Los Amantes de Teruel |

#### 1982
| Fecha      | Grupo |
| ---------- | --- |
| 02-01-1982 | Los Pekenikes |
| 04-01-1982 | Loquillo + Thomas Dolby |
| 05-01-1982 | Mod Party - Inquietos + Flequillos |
| 08-01-1982 | Thomas Dolby |
| 09-01-1982 | Thomas Dolby |
| 15-01-1982 | Pelvis Turmix |
| 16-01-1982 | Control + La UVI |
| 22-01-1982 | The Revillos |
| 23-01-1982 | The Revillos |
| 28-01-1982 | Los Desconocidos |
| 29-01-1982 | Gabinete Caligari + Derribos Arias |
| 30-01-1982 | Totem |
| 04-02-1982 | Los Desconocidos |
| 05-02-1982 | Jeffrey Mason |
| 06-02-1982 | Décima Víctima |
| 10-02-1982 | Raquel |
| 11-02-1982 | Raquel |
| 12-02-1982 | Los Secretos |
| 13-02-1982 | Los Secretos |
| 14-02-1982 | Los Amantes de Teruel |
| 17-02-1982 | Fahrenheit 451 |
| 19-02-1982 | Los Coyotes |
| 20-02-1982 | Parálisis Permanente + La Broma de Ssatán                                                                                             |
| 22-02-1982 | Alphaville |
| 24-02-1982 | Street Boys |
| 25-02-1982 | Street Boys |
| 26-02-1982 | Funkapolitan |
| 27-02-1982 | Funkapolitan |
| 02-03-1982 | The Teardrop Explodes |
| 03-03-1982 | The Teardrop Explodes |
| 04-03-1982 | Waq |
| 05-03-1982 | Depeche Mode |
| 06-03-1982 | Depeche Mode |
| 08-02-1982 | Los 16 Principales de Diario 16 - Los Secretos                                                                                        |
| 11-03-1982 | Antifaces |
| 12-03-1982 | Donosti Sound - UHF+ Mogollón + Puskarra                                                                                              |
| 13-03-1982 | Donosti Sound - UHF+ Mogollón + Puskarra                                                                                              |
| 18-03-1982 | Presentación 96 Lágrimas - Los Elegantes + La Mode + PVP + ...                                                                        |
| 19-03-1982 | Rock-Celona - Ultratruita + Distrito 5                                                                                                |
| 20-03-1982 | Rock-Celona - Terminal + Decibelios                                                                                                   |
| 24-03-1982 | Stukas |
| 25-03-1982 | Stukas |
| 26-02-1982 | Bulldog |
| 27-02-1982 | Mermelada |
| 29-03-1982 | Stray |
| 31-03-1982 | C-Pillos + Sprays |
| 01-04-1982 | Glutamato Ye-Yé |
| 02-04-1982 | Radio Futura |
| 03-04-1982 | Radio Futura |
| 10-04-1982 | La UVI |
| 13-04-1982 | After the Fire |
| 14-04-1982 | After the Fire |
| 16-04-1982 | Secret Affair |
| 17-04-1982 | Secret Affair |
| 21-04-1982 | The Act |
| 22-04-1982 | The Act |
| 23-04-1982 | Theatre of Hate |
| 24-04-1982 | Theatre of Hate |
| 30-04-1982 | The Belle Stars |
| 01-05-1982 | The Belle Stars |
| 18-05-1982 | Fiesta de Rock Espezial - ... |
| 23-05-1982 | Fiesta Tecno Pop - ... |
| 24-05-1982 | V Concurso Villa de Madrid - ... |
| 25-05-1982 | V Concurso Villa de Madrid - ... |
| 27-05-1982 | V Concurso Villa de Madrid - ... |
| 28-05-1982 | Nacha Pop |
| 29-05-1982 | Nacha Pop |
| 30-05-1982 | Nacha Pop |
| 31-05-1982 | V Concurso Villa de Madrid - ... |
| 01-06-1982 | V Concurso Villa de Madrid - ... |
| 04-06-1982 | Rock-Celona - EXTRA + EVO |
| 05-06-1982 | Rock-Celona - KLAMM + Decibelios |
| 05-06-1982 | Trementina |
| 09-06-1982 | Burning |
| 17-06-1982 | Fiesta Grabaciones Accidentales y Moulinsart - Décima Víctima + Derribos Arias + Esclarecidos + Los Coyotes                           |
| 18-06-1982 | Defunkt |
| 19-06-1982 | Defunkt |
| 25-06-1982 | Rubi |
| 26-06-1982 | Rubi |
| 02-07-1982 | Orchestre Rouge |
| 03-07-1982 | Orchestre Rouge |
| 06-07-1982 | 091 |
| 09-07-1982 | Dinarama |
| 10-07-1982 | Presentación DRO - Alphaville + Iniciados + La Broma de Satán + Glutamato Ye-Yé + T.N.T. + El Aviador Dro + Siniestro Total           |
| 16-07-1982 | Au Pairs |
| 17-07-1982 | Au Pairs |
| 23-07-1982 | Oviformia Sci |
| 24-07-1982 | Oviformia Sci |
| 28-07-1982 | Echo and the Bunnymen |
| 29-07-1982 | Echo and the Bunnymen |
| 28-08-1982 | Radio Futura - Sesión restringida para la TV francesa.                                                                                |
| 23-09-1982 | Chokes |
| 24-09-1982 | Los Elegantes |
| 25-09-1982 | Los Elegantes |
| 01-10-1982 | Rock-Celona - Brighton 64 + Sprays |
| 02-10-1982 | Rock-Celona - Último Resorte + C-Pillos                                                                                               |
| 08-10-1982 | The Act |
| 09-10-1982 | The Act |
| 15-10-1982 | Killing Joke |
| 16-10-1982 | Killing Joke |
| 19-10-1982 | Control |
| 20-10-1982 | Proscritos |
| 21-10-1982 | Polansky y el Ardor |
| 22-10-1982 | Danza Invisible |
| 23-10-1982 | Danza Invisible |
| 29-10-1982 | Siouxsie and the Banshees |
| 30-10-1982 | Siouxsie and the Banshees |
| 01-11-1982 | DRO Disco Party - ... |
| 04-11-1982 | Parálisis Permanente |
| 05-11-1982 | Polansky y el Ardor |
| 06-11-1982 | Polansky y el Ardor |
| 07-11-1982 | Fiesta Revista Total - Glutamato Ye-Yé + G.A.D. (Teatro) + Antonio Alvarado (Moda)                                                    |
| 11-11-1982 | Presentación Despedida Ediciones Moulinsart - Los Coyotes + Objetivo Birmania + La Fundación + Los Funkcionarios                      |
| 12-11-1982 | Los Iniciados |
| 13-11-1982 | Todo-Todo + Agrimensor K + Los Iniciados                                                                                              |
| 19-11-1982 | Fiesta de Discos MR - Pistones + Fahrenheit 451 + Faraones + Episodio + Estación Victoria                                             |
| 20-11-1982 | Trementina |
| 26-11-1982 | Pistones |
| 27-11-1982 | Pistones |
| 03-12-1982 | The Church |
| 04-12-1982 | The Church |
| 07-12-1982 | Charol |
| 10-12-1982 | The Sound |
| 11-12-1982 | The Sound |
| 16-12-1982 | Babia |
| 17-12-1982 | El Aviador Dro |
| 18-12-1982 | El Aviador Dro |
| 20-12-1982 | Esqueletos |
| 22-12-1982 | Fiesta Degalité - El Último Sueño + Alphaville + Objetivo Birmania                                                                    |
| 23-12-1982 | Dinarama |
| 25-12-1982 | Presentación Navidades Radioactivas DRO - Alphaville + Derribos Arias + Glutamato Ye-Yé + El Aviador Dro + Los Iniciados + Camaleones |
| 27-12-1982 | Décima Víctima |
| 28-12-1982 | Décima Víctima |
| 29-12-1982 | Todo-Todo |
| 30-12-1982 | Todo-Todo |

#### 1983
| Fecha      | Grupo |
| ---------- | --- |
| 04-01-1983 | Los Santos |
| 05-01-1983 | Los Amantes de Teruel |
| 06-01-1983 | Especial Independientes - ... |
| 07-01-1983 | Almodóvar & McNamara + Ilegales + Black Kiss Dolls                                                                                           |
| 08-01-1983 | Mermelada |
| 12-01-1983 | Tu Mach |
| 14-01-1983 | Siniestro Total |
| 15-01-1983 | Siniestro Total |
| 18-01-1983 | Bulevar |
| 21-01-1983 | Chelsea |
| 22-01-1983 | Chelsea |
| 28-01-1983 | Radio Futura |
| 29-01-1983 | Radio Futura |
| 04-02-1983 | The Damned |
| 05-02-1983 | The Damned |
| 10-02-1983 | Derribos Arias |
| 11-02-1983 | Glutamato Ye-Yé + Cavernícolas |
| 12-02-1983 | Glutamato Ye-Yé + Cavernícolas |
| 15-02-1983 | Ampliación Rock-Ola 2 - Radio Futura + El Aviador Dro + ...                                                                                  |
| 17-02-1983 | Monaguillosh |
| 18-02-1983 | Burning |
| 18-02-1983 | El Último Sueño + RIP (en Rock-Ola 2) |
| 19-02-1983 | El Último Sueño (en Rock-Ola 2) |
| 19-02-1983 | Flash Strato |
| 20-02-1983 | El Último Sueño (en Rock-Ola 2) |
| 21-02-1983 | Y (en Rock-Ola 2) |
| 22-02-1983 | Y (en Rock-Ola 2) |
| 23-02-1983 | Y (en Rock-Ola 2) |
| 23-02-1983 | Bajo Cero |
| 24-02-1983 | Y (en Rock-Ola 2) |
| 25-02-1983 | Y |
| 25-02-1983 | Metro (en Rock-Ola 2) |
| 26-02-1983 | Metro (en Rock-Ola 2) |
| 26-02-1983 | Esqueletos |
| 27-02-1983 | Metro |
| 01-03-1983 | Fiesta del Diario Pop - Décima Víctima + Radio Futura + Derribos Arias + Alaska y los Pegamoides + Siniestro Total                           |
| 02-03-1983 | Joaquín Sabina y Viceversa |
| 03-03-1983 | Joaquín Sabina y Viceversa |
| 04-03-1983 | B-Movie |
| 04-03-1983 | Revolver (en Rock-Ola 2) |
| 05-03-1983 | B-Movie |
| 05-03-1983 | Revolver (en Rock-Ola 2) |
| 06-03-1983 | Revolver |
| 10-03-1983 | La Fundación |
| 11-03-1983 | The Passions |
| 11-03-1983 | Los Escándalos (en Rock-Ola 2) |
| 12-03-1983 | The Passions |
| 12-03-1983 | Los Escándalos (en Rock-Ola 2) |
| 13-03-1983 | Los Escándalos |
| 14-03-1983 | Números Rojos (en Rock-Ola 2) |
| 15-03-1983 | Números Rojos (en Rock-Ola 2) |
| 16-03-1983 | Números Rojos (en Rock-Ola 2) |
| 17-03-1983 | Números Rojos (en Rock-Ola 2) |
| 18-03-1983 | Esgrima |
| 19-03-1983 | Sindicato Malone + Niñatos |
| 21-03-1983 | Minuit Polonia (en Rock-Ola 2) |
| 22-03-1983 | Minuit Polonia (en Rock-Ola 2) |
| 23-03-1983 | Minuit Polonia (en Rock-Ola 2) |
| 24-03-1983 | Fiesta de Discos MR - Pistones + Episodio + V2 Berlín + Última Emoción + Estación Victoria + Faraones                                        |
| 25-03-1983 | Parálisis Permanente |
| 26-03-1983 | Parálisis Permanente |
| 29-03-1983 | Los Santos |
| 30-03-1983 | Herminio Molero y la Máquina Humana |
| 07-04-1983 | Ópera Pop |
| 08-04-1983 | Zoquillos |
| 09-04-1983 | Los Nikis |
| 12-04-1983 | Boo de Bill (en Rock-Ola 2) |
| 13-04-1983 | Boo de Bill (en Rock-Ola 2) |
| 14-04-1983 | Fiesta La Parlote - ... |
| 15-04-1983 | Objetivo Birmania |
| 16-04-1983 | Objetivo Birmania |
| 21-04-1983 | Los Funkcionarios |
| 22-04-1983 | Mari Wilson |
| 23-04-1983 | Mari Wilson |
| 25-04-1983 | Atommix (en Rock-Ola 2) |
| 26-04-1983 | Presentación "Makoki en Madrid" - La Mode |
| 27-04-1983 | Ángeles Caídos |
| 27-04-1983 | Antifaces (en Rock-Ola 2) |
| 28-04-1983 | Antifaces (en Rock-Ola 2) |
| 29-04-1983 | Fanzine + Última Emoción |
| 30-04-1983 | Fanzine + Última Emoción |
| 03-05-1983 | Los Chunguitos |
| 04-05-1983 | Los Chunguitos |
| 05-05-1983 | Minuit Polonia |
| 06-05-1983 | Oviformia Sci |
| 07-05-1983 | Oviformia Sci |
| 09-05-1983 | 429 Engaños |
| 10-05-1983 | 429 Engaños |
| 11-05-1983 | Stress |
| 12-05-1983 | Números Rojos |
| 13-05-1983 | Metal & CA |
| 14-05-1983 | Tótem |
| 15-05-1983 | El Gran Musical - Betty Troupe |
| 16-05-1983 | VI Concurso Villa de Madrid (en Rock-Ola 2) - ...                                                                                            |
| 17-05-1983 | VI Concurso Villa de Madrid (en Rock-Ola 2) - ...                                                                                            |
| 18-05-1983 | VI Concurso Villa de Madrid (en Rock-Ola 2) - ...                                                                                            |
| 19-05-1983 | VI Concurso Villa de Madrid (en Rock-Ola 2) - ...                                                                                            |
| 17-05-1983 | Thompson Twins |
| 18-05-1983 | Vulpess + Los Porkies + UVI |
| 20-05-1983 | Fiesta DRO: David Thomas & The Pedestrians feat. Pere Ubu + Nick Fury + KGB + Angeles Caídos + Alphaville + 091 + Aviador Dro                |
| 21-05-1983 | Fiesta DRO: David Thomas & The Pedestrians feat. Pere Ubu + Minuit Polonia + Gabotti + Touriste Deluxe + Mogollón + Dulce Venganza           |
| 23-05-1983 | VI Concurso Villa de Madrid (en Rock-Ola 2) - ...                                                                                            |
| 24-05-1983 | VI Concurso Villa de Madrid (en Rock-Ola 2) - ...                                                                                            |
| 24-05-1983 | Telephone! |
| 25-05-1983 | Telephone! |
| 26-05-1983 | Atommix |
| 27-05-1983 | Esclarecidos |
| 28-05-1983 | Esclarecidos |
| 30-05-1983 | VI Concurso Villa de Madrid (en Rock-Ola 2) - ...                                                                                            |
| 31-05-1983 | VI Concurso Villa de Madrid (en Rock-Ola 2) - ...                                                                                            |
| 01-06-1983 | Alaska y Dinarama |
| 01-06-1983 | VI Concurso Villa de Madrid (en Rock-Ola 2) - ...                                                                                            |
| 03-06-1983 | VI Concurso Villa de Madrid (en Rock-Ola 2) - ...                                                                                            |
| 04-06-1983 | Boo de Bill |
| 05-06-1983 | El Gran Musical - Orquesta Mondragón |
| 07-06-1983 | VI Concurso Villa de Madrid - ... |
| 08-06-1983 | VI Concurso Villa de Madrid - ... |
| 10-06-1983 | Blancmange |
| 11-06-1983 | Blancmange |
| 13-06-1983 | S.O.S. (en Rock-Ola 2) |
| 15-06-1983 | S.O.S. (en Rock-Ola 2) |
| 16-06-1983 | S.O.S. (en Rock-Ola 2) |
| 16-06-1983 | Puskarra |
| 17-06-1983 | Bulldog |
| 18-06-1983 | Los Elegantes |
| 19-06-1983 | El Gran Musical - Cinemaspop |
| 19-06-1983 | Los Elegantes (en Rock-Ola 2) |
| 20-06-1983 | Pipo y los Cocolinos (en Rock-Ola 2) |
| 21-06-1983 | Pipo y los Cocolinos (en Rock-Ola 2) |
| 24-06-1983 | Animal Nightlife |
| 25-06-1983 | Animal Nightlife |
| 27-06-1983 | Herminio Molero y la Máquina Humana (en Rock-Ola 2)                                                                                          |
| 28-06-1983 | Herminio Molero y la Máquina Humana (en Rock-Ola 2)                                                                                          |
| 29-06-1983 | Herminio Molero y la Máquina Humana (en Rock-Ola 2)                                                                                          |
| 30-06-1983 | Herminio Molero y la Máquina Humana (en Rock-Ola 2)                                                                                          |
| 01-07-1983 | The Lords of the New Church |
| 02-07-1983 | The Lords of the New Church |
| 04-07-1983 | 429 Engaños (en Rock-Ola 2) |
| 05-07-1983 | 429 Engaños (en Rock-Ola 2) |
| 05-07-1983 | Bomps |
| 06-07-1983 | Antifaces (en Rock-Ola 2) |
| 07-07-1983 | Antifaces (en Rock-Ola 2) |
| 08-07-1983 | Loquillo y los Trogloditas |
| 09-07-1983 | Gabinete Caligari |
| 11-07-1983 | Presentación Libro The Jam de Sagrario Luna: Los Escándalos                                                                                  |
| 11-07-1983 | Fiebres de Malta (en Rock-Ola 2) |
| 12-07-1983 | Fiebres de Malta (en Rock-Ola 2) |
| 12-07-1983 | V Congreso |
| 13-07-1983 | Los Coyotes |
| 15-07-1983 | Inquilinos del 5º + Números Rojos |
| 16-07-1983 | Inquilinos del 5º + Números Rojos |
| 19-07-1983 | Cadena Perpetua |
| 22-07-1983 | Rubi |
| 23-07-1983 | Rubi |
| 25-07-1983 | Nouvelle + Desorden |
| 26-07-1983 | Piedra de Toque + Al Oro |
| 27-07-1983 | Décima Víctima |
| 28-07-1983 | Décima Víctima |
| 01-09-1983 | Fiesta Vuelta al Asfalto - V2 Berlín + Cadena Perpetua + Bajo Cero + ...                                                                     |
| 02-09-1983 | Inkilinos del 5º + 32 Interior |
| 03-09-1983 | Inkilinos del 5º + 32 Interior |
| 07-09-1983 | La Fundación |
| 08-09-1983 | La Fundación |
| 16-09-1983 | Danza Invisible |
| 17-09-1983 | Danza Invisible |
| 18-09-1983 | Howard Devoto |
| 20-09-1983 | Hombres G |
| 21-09-1983 | Hombres G |
| 22-09-1983 | The Stranglers |
| 23-09-1983 | The Stranglers |
| 24-09-1983 | Touriste De Luxe |
| 29-09-1983 | Calle 14 |
| 30-09-1983 | V2 Berlín |
| 01-10-1983 | V2 Berlín |
| 04-10-1983 | Bajo Cero |
| 05-10-1983 | Bajo Cero |
| 06-10-1983 | Kiko Veneno |
| 07-10-1983 | Killing Joke |
| 08-10-1983 | Killing Joke |
| 11-10-1983 | 32 Interior |
| 12-10-1983 | Los Escándalos |
| 13-10-1983 | Fiesta Diario Pop 1.er Aniversario - Ilegales + Alphaville + Desechables                                                                     |
| 14-10-1983 | Golpes Bajos |
| 15-10-1983 | Golpes Bajos |
| 18-10-1983 | Doble Fiesta 2º Aniversario de Rock Espezial - Noche Rock - No! + Chokes + Inkilinos del 5º + Sonora + V Congreso                            |
| 19-10-1983 | Doble Fiesta 2º Aniversario de Rock Espezial - Noche Espezial - Cadena Perpetua + Bajo Cero + Alphaville + Minuit Polonia + Touriste de Luxe |
| 20-10-1983 | Modas Clandestinas |
| 21-10-1983 | Flash Strato |
| 22-10-1983 | Gruppo Sportivo |
| 23-10-1983 | Gruppo Sportivo |
| 24-10-1983 | Nouvelle + Portobello Rd. (mercadillo) |
| 25-10-1983 | Bulldog + Portobello Rd. (mercadillo) |
| 26-10-1983 | Ciclos + Portobello Rd. (mercadillo) |
| 27-10-1983 | The New Empire |
| 28-10-1983 | Ilegales |
| 29-10-1983 | Ilegales |
| 31-10-1983 | Inkilinos del 5º |
| 04-11-1983 | Derribos Arias |
| 05-11-1983 | Derribos Arias |
| 08-11-1983 | Hombres G |
| 10-11-1983 | 7 Pelícanos + Blu Boys + Vania Clips |
| 11-11-1983 | Kiko Veneno |
| 12-11-1983 | Los Coyotes |
| 14-11-1983 | Presentación "Madrid lo Más" - Glutamato Ye-Yé                                                                                               |
| 15-11-1983 | Presentación "Madrid lo Más" - Objetivo Birmania                                                                                             |
| 16-11-1983 | Alphaville |
| 17-11-1983 | Nouvelle |
| 18-11-1983 | Radio Futura |
| 19-11-1983 | Radio Futura |
| 22-11-1983 | The Talk |
| 23-11-1983 | The Talk |
| 24-11-1983 | Música Inculta |
| 25-11-1983 | Spear of Destiny |
| 26-11-1983 | Spear of Destiny |
| 28-11-1983 | John Foxx |
| 29-11-1983 | John Foxx |
| 30-11-1983 | John Foxx |
| 01-12-1983 | El Presidente |
| 02-12-1983 | Los Seres Vacíos |
| 03-12-1983 | Décima Víctima (Concierto de despedida) |
| 07-12-1983 | Fiesta Degalité - Esclarecidos + Minuit Polonia + ...                                                                                        |
| 09-12-1983 | Estación Victoria |
| 10-12-1983 | Estación Victoria |
| 12-12-1983 | Noche del Caos - Esqueletos |
| 13-12-1983 | Los Coyotes |
| 14-12-1983 | Ascendencia Dudosa |
| 15-12-1983 | Nacha Pop |
| 16-12-1983 | Nacha Pop |
| 17-12-1983 | PVP |
| 18-12-1983 | Sesión matinal - Programa de radio Don Domingo (RNE) - Presuntos Implicados + Los Cardiacos + Danza Invisible                                |
| 20-12-1983 | Standard Banda + Bajas Pasiones |
| 21-12-1983 | Sarao Pop + Nouvelle |
| 22-12-1983 | Glutamato Ye-Yé |
| 23-12-1983 | 7 Pelícanos |
| 26-12-1983 | Visages + Revolver |
| 27-12-1983 | Fiebres de Malta |
| 28-12-1983 | Los Inhumanos |
| 29-12-1983 | Desechables (cancelado por defunción del guitarrista)                                                                                        |
| 30-12-1983 | Desechables (cancelado por defunción del guitarrista)                                                                                        |
| 31-12-1983 | Fiesta de Nochevieja - Almodóvar & McNamara + Alaska y Dinarama                                                                              |

#### 1984
| Fecha       | Grupo |
| ----------- | --- |
| 02-01-1984  | Números Rojos |
| 03-01-1984  | Barcelona 4ª Muestra - Wom A2 + Nervios Rotos |
| 04-01-1984  | Barcelona 4ª Muestra - Brighton 64 + Baden Baden |
| 05-01-1984  | Objetivo Birmania |
| 06-01-1984  | China Crisis |
| 07-01-1984  | China Crisis |
| 08-01-1984  | Últimos Pasajeros |
| 11-01-1984  | Fiesta Piramidal - Nouvelle + Galeria D'Art + Últimos Pasajeros |
| 12-01-1984  | México Sonora |
| 13-01-1984  | Gabinete Caligari |
| 14-01-1984  | Gabinete Caligari |
| 16-01-1984  | Presentación Revista "Metro" - Familia Fortuny + Beirut + Los Coyotes + Black Diamonds + Video de "Embrujada" de Tino Casal y José Luis Lozano                                                                            |
| 17-01-1984  | Sospechosos |
| 19-01-1984  | El Refugio Atómico, RCE - Gabinete Caligari + Los Seres Vacíos |
| 20-01-1984  | Siniestro Total |
| 21-01-1984  | Siniestro Total |
| 24-01-1984  | Diagnóstico + Sati de Creme |
| 27-01-1984  | La Visión |
| 28-01-1984  | V Congreso |
| 30-01-1984  | [CIERRE TEMPORAL POR OBRAS] |
| 31-01-1984  | Flácidos Lunes (Programado pero no celebrado por obras) |
| 01--02-1984 | Fiesta Vernisage Oriental - México Sonora + Galería D'Art + E.K.T. (Programado pero no celebrado por obras) |
| 03-02-1984  | Pistones |
| 04-02-1984  | Pistones |
| 06-02-1984  | Derribos Arias |
| 08-02-1984  | Últimos Pasajeros + Bajos Fondos + Agentes Externos + México Sonora |
| 09-02-1984  | El Extraño Equilibrio |
| 10-02-1984  | Glutamato Ye-Yé |
| 11-02-1984  | Glutamato Ye-Yé |
| 15-02-1984  | 7 Pelícanos |
| 16-02-1984  | Daké |
| 17-02-1984  | El Aviador Dro |
| 18-02-1984  | El Aviador Dro |
| 20-02-1984  | Estación Victoria |
| 21-02-1984  | Fiesta Super Pop: Galeria D'Art + De Voss + Anabasis |
| 24-02-1984  | Los Escándalos + Scooters (de Madrid) + Pánico Speed - Controversia: se alude a la banda Scooters de Valencia, pero no es cierto. Junto a Los Escándalos y Pánico Speed tocó esa tarde una banda madrileña novel homónima |
| 25-02-1984  | V Congreso |
| 27-02-1984  | La Fundación |
| 27-02-1984  | Tándem (Jazz) (en Le Carrousel) |
| 29-02-1984  | Rompeolas + Élite + Guillén SA |
| 01-03-1984  | Beirut la Noche |
| 02-03-1984  | Nouvelle |
| 03-03-1984  | The Chameleons |
| 04-03-1984  | The Chameleons |
| 05-03-1984  | Fiesta Carnaval - Mauna Loa + Expresente |
| 05-03-1984  | Vladimiro Vass (Jazz) (en Le Carrousel) |
| 06-03-1984  | Fiesta Carnaval - De Voss + Bajos Fondos |
| 07-03-1984  | Fiesta Carnaval - Amenaza de B + Vida Privada |
| 08-03-1984  | Flácidos Lunes |
| 09-03-1984  | Hombres G |
| 10-03-1984  | La Visión |
| 12-03-1984  | Fiesta Noche Galante - Blu Boy + Bajos Fondos + Vania Clips |
| 12-03-1984  | Canal Street Jazz Band (en Le Carrousel) |
| 13-03-1984  | Familia Fortuny |
| 14-03-1984  | Talycual |
| 15-03-1984  | Fiesta Vernisage Oriental: Anagrama + Vis a Vis + De Voss |
| 16-03-1984  | Burning |
| 17-03-1984  | Burning |
| 18-03-1984  | Música Inculta |
| 20-03-1984  | Tapones Visente |
| 21-03-1984  | Fiesta de la Primavera - Galeria D'Art + Línea Maginot + Alta Discreción |
| 22-03-1984  | Vainica Doble (en Le Carrousel) |
| 24-03-1984  | Sindicato Malone (doble sesión) |
| 31-03-1984  | Los Coyotes |
| 09-04-1984  | Corazones Blindados + Fantasías Animadas |
| 11-04-1984  | Homenaje a Olvido Alaska - Ciudad Jardín + Malevaje, Grupo de Tango |
| 13-04-1984  | Reuniones Nocturnas |
| 14-04-1984  | King Kurt |
| 16-04-1984  | Peter and the Test Tube Babies |
| 17-04-1984  | Peter and the Test Tube Babies |
| 20-04-1984  | Patti Palladin Group |
| 23-04-1984  | Fiesta Homenaje a Gonzalo Garrido - Glutamato Ye-Yé + Galería de Arte |
| 24-04-1984  | 2ª Fiesta Diario Pop - Derribos Arias + Gabinete Caligari + La Mode + Radio Futura + Los Seres Vacíos + El Aviador Dro |
| 25-04-1984  | Gruppo Sportivo |
| 28-04-1984  | Kingsnakes |
| 30-04-1984  | Bajas Pasiones |
| 02-05-1984  | Radio Futura |
| 03-05-1984  | Radio Futura |
| 04-05-1984  | Radio Futura |
| 05-05-1984  | Siniestro Total |
| 06-05-1984  | Siniestro Total |
| 10-05-1984  | Exocet + Ex-Presente |
| 11-05-1984  | The Milkshakes + Exocet |
| 12-05-1984  | The Milkshakes + Exocet |
| 14-05-1984  | Homenaje a Eduardo Benavente - Los Seres Vacíos |
| 17-05-1984  | Mar Otra Vez |
| 20-05-1984  | The Exploited |
| 21-05-1984  | The Exploited |
| 22-05-1984  | The Exploited |
| 23-05-1984  | Rompeolas + 7 Pelícanos + Misión Imposible |
| 24-05-1984  | Metal y Ca. + Vis a Vis |
| 26-05-1984  | The Meteors |
| 27-05-1984  | The Meteors |
| 28-05-1984  | Concierto Moda "El Trapero Siempre Llama Dos Veces" - Música: Miembros de Glutamato Yeyé, Cadena Perpetua, etc.: Moda: Perdibles Acrílicos, Corchetes Bruselas y Retales ABQ                                              |
| 29-05-1984  | Noche DRO Video y Grafismo Homenaje a Servando Carballar: 091 + Sade + Gabotti |
| 30-05-1984  | Chokes |
| 31-05-1984  | The Cramps |
| 01-06-1984  | The Cramps |
| 02-06-1984  | Decibelios (dos sesiones) |
| 03-06-1984  | Bajos Fondos |
| 05-06-1984  | Piter Pank |
| 06-06-1984  | Fiesta de Radio Luna - Últimos Pasajeros + PVP + Monaguillosh + V2 Berlín + Beirut La Noche |
| 07-06-1984  | Veneno |
| 08-06-1984  | The Higsons |
| 09-06-1984  | The Higsons |
| 11-06-1984  | Virgin Prunes |
| 14-06-1984  | Vis a Vis + Jardín de Tokio |
| 15-06-1984  | Desechables |
| 16-06-1984  | Desechables |
| 18-06-1984  | Nueva Pulsación, de Jaime Noguerol - Glutamato Ye-Yé + Exocet + Burning + Minuit Polonia |
| 20-06-1984  | Cook Da Books |
| 21-06-1984  | Beirut la Noche |
| 22-06-1984  | Fiesta Pop Todo El Mod Rock - Escándalos + 7 Pelícanos + Santa Sede + Interpol + Vis a Vis |
| 23-06-1984  | The Psychedelic Furs |
| 24-06-1984  | The Psychedelic Furs |
| 25-06-1984  | The Psychedelic Furs |
| 26-06-1984  | El Cubo de la Basura, de Kike Turmix - Los Psyco-Patas + Los Enemigos + Los Beduinos + En Memoria de Elvis + Teixi Blues Band                                                                                             |
| 27-06-1984  | Fiesta Tributo a Chuck Berry con la actuación de Hot Dogs (en Le Carrousel) |
| 04-07-1984  | New Order |
| 05-07-1984  | New Order |
| 06-07-1984  | The Danse Society |
| 07-07-1984  | The Danse Society |
| 08-07-1984  | The Sound + Sospechosos |
| 09-07-1984  | The Sound + Galería de Arte |
| 10-07-1984  | Waq |
| 11-07-1984  | Galería de Arte |
| 13-07-1984  | Friends Again |
| 14-07-1984  | Friends Again |
| 20-07-1984  | Vis a Vis |
| 22-07-1984  | Divine |
| 31-08-1984  | Interpol |
| 01-09-1984  | Séptimo Sello |
| 15-09-1984  | Toxic Make Up con Fanny McNamara |
| 17-09-1984  | Fiesta Apocalipsis Pop - Últimos Pasajeros + Chencho y los Bingos |
| 19-09-1984  | Pandemonio Rockoco - Beirut la Noche + Reuniones Nocturnas + La Santa Sede |
| 22-09-1984  | Corazón Rebelde |
| 27-09-1984  | Presentación Ganadores VII Festival Rock Villa de Madrid - La Frontera + Ciudad Jardín + Los Escándalos + Ático + Criba + Alcaudón                                                                                        |
| 01-10-1984  | Fiesta Día 1 del Mes 10 - El Clan + Límite Indefinido |
| 02-10-1984  | Desaparecidos + Señal Oculta |
| 03-10-1984  | La Factoría - 1ª Fiesta Deformista - 41 Delirios + ... |
| 05-10-1984  | Ópera Pop |
| 06-10-1984  | Alphaville |
| 09-10-1984  | Torbellino Pop - Entierro de Tercera + ... |
| 12-10-1984  | Waq |
| 13-10-1984  | Fiesta Surf - ... |
| 16-10-1984  | El Umbral |
| 19-10-1984  | La Noche sin fin - Galería de Arte + Jinetes de Jaén (Juerga Jerezana) + Metal y Ca + G.A.D. (grupo de teatro) + Kike Turmix (Sesión música garaje)                                                                       |
| 20-10-1984  | Dirigidos |
| 25-10-1984  | Últimos Pasajeros + Manicomio |
| 26-10-1984  | La Fiesta de los Globos - Los Nikis + Los Funkcionarios + ... |
| 27-10-1984  | Séptimo Sello |
| 31-10-1984  | La Curva Peligrosa |
| 02-11-1984  | La Noche de los Vivos - Flácidos Lunes + Oficion de Tinieblas + Bajos Fondos |
| 03-11-1984  | Minuit Polonia |
| 05-11-1984  | Fiesta Punk - TDK + La UVI + 3ª Guerra Mundial + Los Mercenarios |
| 08-11-1984  | Exocet |
| 09-11-1984  | Exocet |
| 10-11-1984  | Los Rebeldes |
| 13-11-1984  | Segunda Época del Hombre |
| 15-11-1984  | Fiesta Alrededor de Tina: Herméticos + Stress + Devilidades |
| 17-11-1984  | Mermelada |
| 20-11-1984  | La Locura Pop-Rocker - La Noche Americana + ... |
| 21-11-1984  | Festival Rockabilly - Brillantes + Mississippi + Tennessee |
| 23-11-1984  | Los Funkcionarios |
| 24-11-1984  | Nick Cave and the Cavemen |
| 29-11-1984  | La Santa Sede |
| 30-11-1984  | Glutamato Ye-Yé |
| 01-12-1984  | Glutamato Ye-Yé |
| 03-12-1984  | La Nueva Generación del Pop Madrileño - Galería de Arte + Séptimo Sello + Jardín de Tokyo + 7 Pelícanos + Los Herméticos                                                                                                  |
| 06-12-1984  | Divine |
| 07-12-1984  | Divine |
| 08-12-1984  | Sindicato Malone |
| 10-12-1984  | Killing Joke |
| 12-12-1984  | 4 días de Locura Eléctrica - Beirut la Noche + Galería de Arte |
| 13-12-1984  | 4 días de Locura Eléctrica - PVP + ... |
| 14-12-1984  | 4 días de Locura Eléctrica - Reuniones Nocturnas + ... |
| 15-12-1984  | 4 días de Locura Eléctrica - Últimos Pasajeros + ... |
| 20-12-1984  | Fiesta 1.er Aniversario Fanzine Escala Progresiva de Resistencia - Esclarecidos + Alphaville + Corazones Blindados |
| 21-12-1984  | Peor Impossible |
| 22-12-1984  | Peor Impossible |
| 23-12-1984  | Flesh for Lulu |
| 27-12-1984  | Zero Divide + De Vogue |
| 29-12-1984  | Desechables |
| 31-12-1984  | Fiesta Fin de Año - Séptimo Sello |

#### 1985
| Fecha      | Grupo |
| ---------- | --- |
| 04-01-1985 | Vis a Vis |
| 05-01-1985 | Tráfico de Rubíes |
| 09-01-1985 | Alaska y Dinarama |
| 10-01-1985 | Alaska y Dinarama |
| 11-01-1985 | Alaska y Dinarama |
| 16-01-1985 | Fiesta "Esto Es Pop" con varios grupos                                                                                                   |
| 17-01-1985 | Positive Noise |
| 18-01-1985 | Positive Noise |
| 26-01-1985 | Beirut La Noche + Corazones Blindados + José Luis Fernández Abel                                                                         |
| 29-01-1985 | The Lords of the New Church |
| 30-01-1985 | The Lords of the New Church |
| 31-01-1985 | TDK + Tullidos + 3ª Guerra Mundial |
| 02-02-1985 | Todo es Popsible - Reuniones Nocturnas + ...                                                                                             |
| 08-02-1985 | La Noche Americana |
| 09-02-1985 | Multishow - Dirigidos + 7 Pelícanos + Bajos Fondos                                                                                       |
| 13-02-1985 | Fiesta "La suerte de... ser pop" - Decretales Extravagantes + Vania Clips + Código Ku                                                    |
| 15-02-1985 | Tyrant + Autopsia + The Hot-Dog |
| 16-02-1985 | Séptimo Sello |
| 20-02-1985 | Fiesta Homenaje a Gonzalo Garrido - Restos + Tráfico de Rubíes + Hombres G + Gonzalo Go Go Girls Superstars                              |
| 22-02-1985 | Fiesta Que Siga el Funk - ... |
| 23-02-1985 | Fiesta de Juan de Pablos: Los Escándalos                                                                                                 |
| 27-02-1985 | Chencho y los Bingos + OB+CK-2 |
| 28-02-1985 | Los Enemigos + Los Amigos |
| 01-03-1985 | Peor Impossible |
| 02-03-1985 | Peor Impossible |
| 04-03-1985 | Rock'n War Party - Bizarres + Bebe a Bordo                                                                                               |
| 06-03-1985 | Últimos Pasajeros + Alta Traición + Coche Patrulla                                                                                       |
| 07-03-1985 | Los Tramperos + Fallen Idols |
| 08-03-1985 | Restos + La Piel |
| 09-03-1985 | Los Cardiacos |
| 09-03-1985 | Gran Fiesta 60's - Pánico Speed + Código Ku + Fallen Idols (en Le Carrousel)..                                                           |
| 13-03-1985 | Fiesta Funky 4 - Mauna Loa + Vania Clips + Vida Primitiva                                                                                |
| 14-03-1985 | El Umbral + Funciones Vitales + Desaparecidos                                                                                            |
| 15-03-1985 | Bajas Pasiones |
| 16-03-1985 | Jan + Jet-Set + La Señal (Anunciado, no se celebró por el cierre)                                                                        |
| 19-03-1985 | Presentación Fancine Garageland - Las Hienas + Daisy Band + Los Enemigos + Lobos Negros + Chicarrón All Stars (Anunciado, no se celebró) |
| 20-03-1985 | Herméticos + Misión Imposible + Vitamina A (Anunciado, no se celebró por el cierre)                                                      |
| 21-03-1985 | Eskorbuto (Anunciado, no se celebró por el cierre)                                                                                       |
| 22-03-1985 | Los Nikis (Anunciado, no se celebró por el cierre)                                                                                       |
| 23-03-1985 | Los Nikis (Anunciado, no se celebró por el cierre)                                                                                       |
| 28-03-1985 | Los Cantos de Maldoror (Homenaje al Conde de Lautreamont) (Anunciado, no se celebró por el cierre)                                       |
| 29-03-1985 | The Bluebells (Anunciado, no se celebró por el cierre)                                                                                   |
| 30-03-1985 | The Bluebells (Anunciado, no se celebró por el cierre)                                                                                   |

### Otras actividades
Los datos hasta el 15 de marzo de 1984 provienen del registro oficial conservado por Lorenzo Rodríguez, director de la sala, respaldado en la mayoría de los casos por otra evidencia documental de particulares (entradas, carteles, etc.), y se pueden considerar completos. Los datos posteriores a esa fecha están en proceso de actualización.
| Fecha      | Actividad |
| ---------- | --- |
| 31-03-1981 | Presentación Serie RCA "Los Jóvenes Carrozas" |
| 15-04-1981 | Revival Mod |
| 30-07-1981 | Fiesta Fin de temporada |
| 06-10-1981 | Films: Roxy Music - Jam - Boomtown Rats - Eno - Gira Stiff '78 |
| 09-11-1981 | Fiesta Mod, 2ª parte |
| 12-11-1981 | Fiesta Ramones (Regalo de Discos) y Barracudas (Regalo de Entradas) |
| 23-11-1981 | "R" de Rock-Ola a Carlos Juan Casado (Hispavox) |
| 24-11-1981 | Fiesta Glamour |
| 30-11-1981 | Homenaje a Carlos Tena |
| 02-12-1981 | Teatro - El Hundimiento del Titanic, Tragedia de la Moda en 1 Acto |
| 23-12-1981 | Cool Party (Ondas Musicales Congeladas) |
| 28-12-1981 | Teatro - El Hundimiento del Titanic, Tragedia de la Moda en 1 Acto |
| 01-02-1982 | Exposición Fotografía - Antonio Molina |
| 08-02-1982 | Exposición - "Máscaras y Arlequines" |
| 09-02-1982 | Teatro - GAD: "La Marca del Zorro" |
| 23-02-1982 | Teatro - GAD: "Gol" |
| 20-03-1982 | Presentación del vídeo de Madness "Take It Or Leave It" |
| 22-03-1982 | Exposición Pintura - "Mar" |
| 30-03-1982 | Grupo Corps - "Opereta" |
| 19-04-1982 | "Quién mató a Picasso" |
| 29-04-1982 | Inauguración pantalla gigante |
| 12-05-1982 | Fiesta 1.er Aniversario |
| 20-05-1982 | Noche Tecno Pop |
| 26-05-1982 | Rock, Cómics y Otros Rollos |
| 08-06-1982 | El Hortelano: "Koloroa" |
| 11-06-1982 | Presentación del vídeo de The Who “The Kids Are All Right” |
| 03-09-1982 | Teatro: GAD: "Extravaganza" |
| 09-09-1982 | Teatro: GAD: "Extravaganza 2" |
| 26-09-1982 | Presentación del vídeo de The Jam “Trans Global Unity Express” |
| 30-09-1982 | Debate: Rock y Música |
| 03-10-1982 | Presentación del vídeo de Madness “Complete” |
| 05-10-1982 | Presentación del vídeo de Kid Creole & The Coconuts “Live in Concert at the Ritz”                                                                                         |
| 06-10-1982 | TVE - La Caja de los Ritmos |
| 07-10-1982 | TVE - La Caja de los Ritmos |
| 13-10-1982 | Grupo Schinca - "Suicide" |
| 26-10-1982 | Sesión de psicodelia |
| 10-11-1982 | Grupo Corps: "Ok Ok" (Galindo - Garhel) |
| 15-11-1982 | Fiesta del cardado: Show de peluquería con Carlos Núñez de Arenas (de Eulogio Peluqueros)                                                                                 |
| 16-11-1982 | Video de Bow Wow Wow (45' en directo) |
| 18-11-1982 | Noche del cómic - Exposición y proyección de vídeos |
| 25-11-1982 | "La Agonía de Suslov" - "Los Alegres Bolcheviques" |
| 29-11-1982 | Vídeo de Kid Creole & The Coconuts |
| 01-12-1982 | Javier Planchuelo - Mimo - "Relatos de Oníria" |
| 08-12-1982 | Guateque Juan de Pablos |
| 09-12-1982 | Vídeo de The Beatles - 20 años de música en dos horas de vídeo |
| 15-12-1982 | Pase de modelos: Transvanguardia |
| 21-12-1982 | Fiesta miembros Rock-Ola |
| 10-01-1983 | TVE - La Caja de los Ritmos |
| 11-01-1983 | TVE - La Caja de los Ritmos |
| 24-01-1983 | TVE - La Caja de los Ritmos |
| 25-01-1983 | TVE - La Caja de los Ritmos |
| 26-01-1983 | Presentación del mini-LP de Los Modelos |
| 03-02-1983 | Moda - Alvarado: "Baja Costura" |
| 07-02-1983 | TVE - La Caja de los Ritmos |
| 08-02-1983 | TVE - La Caja de los Ritmos |
| 21-02-1983 | TVE - La Caja de los Ritmos |
| 22-02-1983 | TVE - La Caja de los Ritmos |
| 24-02-1983 | J. Planchuelo - Mimo |
| 28-02-1983 | TVE - La Caja de los Ritmos |
| 07-03-1983 | TVE - La Caja de los Ritmos |
| 08-03-1983 | TVE - La Caja de los Ritmos |
| 09-03-1983 | Video - Stiff Visions: Videoclips de artistas del sello (Jona Lewie, Sylvia & The Sapphires, Belle Stars, Dave Stewart & Barbara Gaskin, Lene Lovich, Tenpole Tudor etc.) |
| 23-03-1983 | Dúo Arpa - Mimo |
| 13-04-1983 | Fot-Ola - Sesión fotográfica a cargo de Pablo Pérez-Mínguez |
| 25-04-1983 | Vídeo - OMD, Live at the Theater Royal |
| 26-04-1983 | Fiesta "Makoki en Madrid" |
| 26-04-1983 | Guateque Juan de Pablos (en Rock-Ola 2) |
| 28-04-1983 | Pase de modelos: Lucefresca |
| 30-05-1983 | Fiesta 2º Aniversario |
| 13-06-1983 | Vídeo - David Bowie en Lyon |
| 14-06-1983 | Vídeo - Neil Young, "Rust Never Sleeps" |
| 29-06-1983 | Music Hall - Paco Tergal y Fabio McNamara: "Pitita Presenta" |
| 30-06-1983 | Music Hall - Paco Tergal y Fabio McNamara: "Pitita Presenta" |
| 04-07-1983 | Video- Japan en directo, Tears For Fears, David Bowie (China Girl) |
| 06-07-1983 | Video - Radio Futura: "El Sueño de una Estatua" |
| 07-07-1983 | Teatro - GAD: "Freaks and Chips" |
| 20-07-1983 | J. Planchuelo: "Relatos de Oniria" |
| 25-08-1983 | Video - The Lords of The New Church + Parálisis Permanente |
| 09-09-1983 | Teatro - GAD: "Intimidades" |
| 10-09-1983 | Teatro - GAD: "Intimidades" |
| 13-09-1983 | Teatro - GAD: "Cóctel" |
| 15-09-1983 | La Noche del Terror |
| 26-09-1983 | Vídeo - The Police + A Flock of Seagulls |
| 28-09-1983 | Moda - Alvarado: "Costura de España" |
| 10-10-1983 | 1.er Festival Aberrante |
| 17-10-1983 | Soweto Party |
| 18-10-1983 | Fiesta Rock Espezial 2º Aniversario |
| 19-10-1983 | Fiesta Rock Espezial 2º Aniversario |
| 07-11-1983 | Video - The Lords of The New Church + Parálisis Permanente |
| 03-11-1983 | Video - The Kinks, Concierto en el Rockpalast, 1982 |
| 21-11-1983 | Exposición Fotográfica - Vicente Lluna: "Rock-Ola Visión" |
| 26-11-1983 | La Cámara Oscura: La noche de los fotógrafos (2ª parte) |
| 05-12-1983 | Vídeo - Una hora con David Bowie |
| 08-12-1983 | Teatro - Borsani & Di Paola: "Vedette" |
| 06-01-1984 | Vídeo - Lollipop |
| 07-01-1984 | Vídeo - Lollipop |
| 17-01-1984 | Teatro - Borsani & Di Paola: "Vedette" (en Le Carrousel) |
| 18-01-1984 | Teatro - Borsani & Di Paola: "Vedette" (en Le Carrousel) |
| 25-01-1984 | Sergio Mulet: "Yogur" (Opera Alquímica) (en Rock-Ola) |
| 25-01-1984 | Video - Gruppo Sportivo |
| 26-01-1984 | Sergio Mulet: "Yogur" (Opera Alquímica) (en Rock-Ola) |
| 26-01-1984 | Desfile "Alta Costura" (con Rifa de 3 Modelos) |
| 07-02-1984 | Noche de la Imagen (en Le Carrousel) |
| 08-02-1984 | Noche de la Imagen (en Le Carrousel) |
| 13-02-1984 | Fiesta película "A Tope" |
| 15-02-1984 | Noche de Cine (en Le Carrousel) |
| 16-02-1984 | Noche de Cine (en Le Carrousel) |
| 20-02-1984 | Micro de Oro a Pedro Almodóvar (en Le Carrousel) |
| 28-02-1984 | Cómic "Mad Madriz" |
| 29-02-1984 | Cinema del Callejón (en Le Carrousel) |
| 01-03-1984 | Debilidades |
| 06-03-1984 | Teatro - GAD: "Serenata" (en Le Carrousel) |
| 07-03-1984 | Noches de Humor: Pedro Reyes y Pablo Carbonell (en Le Carrousel) |
| 08-03-1984 | Noches de Humor: Pedro Reyes y Pablo Carbonell (en Le Carrousel) |
| 13-03-1984 | Festival de cine de animación / Grabados (en Le Carrousel) |
| 15-03-1984 | Teatro - GAD: "Serenata" (en Le Carrousel) |
| 21-03-1984 | Teatro - GAD: "Serenata" (en Le Carrousel) |
| 27-03-1984 | Teatro - Kaos: "Yogur", ópera alquímica de Sergio Mulet (en Le Carrousel)                                                                                                 |
| 27-03-1984 | Fiesta Asemblage 1915 |
| 28-03-1984 | Teatro - Kaos: "Yogur", ópera alquímica de Sergio Mulet (en Le Carrousel)                                                                                                 |
| 29-03-1984 | Teatro - GAD + Poch + Rubi: "Hamlet en Concierto" |
| 05-04-1984 | Teatro - GAD + Poch + Rubi: "Hamlet en Concierto" |
| 06-04-1984 | Teatro - GAD + Poch + Rubi: "Hamlet en Concierto" |
| 12-04-1984 | Fiesta Premios Concurso de Fotografía y Diseño de Carteles (actúan varios grupos)                                                                                         |
| 19-04-1984 | Video - Ready Steady Go" : Videos de artistas británicos de los 60s, chicas soul, Blues Brothers, Madness, The Jam, y presentación nuevo video de Style Council           |
| 07-05-1984 | Teatro - GAD + Poch + Rubi: "Hamlet en Concierto" |
| 27-06-1984 | Teatro - Kaos: "Satán el Fuego", de Sergio Mulet |
| 28-06-1984 | Teatro - Kaos: "Satán el Fuego", de Sergio Mulet |
| 23-08-1984 | Videos de Parálisis Permanente y Lords Of The New Church en directo |
| 10-09-1984 | Primera Semana de Teatro de Vanguardia (En Le Carrousel) |
| 11-09-1984 | Primera Semana de Teatro de Vanguardia (En Le Carrousel) |
| 12-09-1984 | Primera Semana de Teatro de Vanguardia (En Le Carrousel) |
| 13-09-1984 | Primera Semana de Teatro de Vanguardia (En Le Carrousel) |
| 14-09-1984 | Primera Semana de Teatro de Vanguardia (En Le Carrousel) |
| 04-10-1984 | Fiesta Homenaje al Diario Pop: Video de las actuaciones de la Fiesta del programa de Radio 3 (RNE) Diario Pop, celebrada en Rock-Ola el 24-04-1984                        |
| 15-10-1984 | Vídeo - U2 Live Under a Blood Red Sky |
| 08-11-1984 | Teatro-Comix: Proavitai (Dirección: Chana Larregui) |
| 16-11-1984 | Pop a Porter - Moda, música y más |
| 22-11-1984 | Teatro - Kaos: "El Enigma de los Espejos", de Sergio Mulet |
| 27-11-1984 | Teatro-Comix: Vídeo - Quadrophenia |
| 30-11-1984 | Fiesta - Cuesto e una mafia |
| 17-12-1984 | Fiesta Premios Rock-Ola |
| 07-02-1985 | Chapis Presenta... La Fiesta del Pelele |
| 18-03-1985 | Homenaje a Paco Martín (Anunciado, no se celebró por el cierre) |

## Reconocimientos
En 2021, cuando se cumplieron los 40 años de la apertura de la Sala Rock-Ola, se realizó una exposición sobre el local y su director Lorenzo Rodríguez en la iglesia de San Lorenzo de Úbeda.